# 乳房自檢
乳房自檢（Breast self-examination）簡稱BSE，是為了早期發現乳癌而進行的篩檢。自檢的方式是讓女性觀看及碰觸自己的乳房，檢查是否有腫塊、結構扭曲或腫脹。
以往醫學界曾大力的提倡乳房自檢，認為可以在乳癌早期，比較能治癒的期間檢測到。不過大型的随机对照试验發現乳房自檢對減少乳癌死亡率的幫助不大，而且needless活檢、手術及過程中的焦慮反而會造成傷害。因此世界衛生組織及其他組織反對進行乳房自檢。其他組織持中間立場，不鼓勵也不反對進行乳房自檢。
「乳房覺察」（Breast awareness）是一個代替乳房自檢的非正式用法。

## 醫學界的立場
世界衛生組織、加拿大预防保健工作组（Canadian Task Force on Preventive Health Care）以及許多科學組織不建議婦女進行乳房自檢。澳洲皇家家庭醫生學院也不建議教授婦女進行乳房自檢。不過美國的醫學界還沒有共識，美國婦產科醫師學會和美国医学会建議婦女每月進行乳房自檢，而美国癌症协会、国家癌症研究所、美国预防保健工作组和國家綜合癌症網絡不建議也不反對進行乳房自檢。

## 歷史
以往醫學界建議患者對可疑的乳房腫塊，需立刻進行治療，但這沒有影響死亡率，因此開始有人推動乳房自檢
在1950年代以及1960年代，有一部說明乳房自檢的影片，是由美國癌症協會及國家美國癌症研究所共同贊助，有上百萬名美國女性看過此一影片。
研究者在1970年代發現，沒有證據佐證乳房自檢有降低死亡率，但醫學界仍建議婦女進行乳房自檢。